# 藩廳
藩廳（日语：／ hanchou）指從日本江戶時代幕府治下到明治初年都道府縣治下的地方行政機關。相當於如今都道府縣的都道府縣廳。